# Steyr 70
Der Traktor Steyr 70 (Steyr 70 a mit Allradantrieb) aus der Steyr Plus-Serie von Steyr Daimler Puch wurde von 1968 bis 1970 gebaut.
1966 wurde die bestehende Jubiläumsserie mit orangefarbener runder Motorhaube durch die neue Plus-Serie schrittweise abgelöst, wobei der Steyr 70 dieser Baureihe 1968 den Steyr 288/290 der Jubiläumsserie ersetzte. Der wassergekühlte Dieselmotor des Typs WD 410 t mit vier Zylindern und 3,983 l Hubraum hatte eine Leistung von rund 51 kW (70 PS). Das Getriebe von ZF Friedrichshafen hatte acht Vorwärtsgänge und vier Rückwärtsgänge, auf Wunsch auch bis zu 16 Vorwärtsgänge und acht Rückwärtsgänge. Die Höchstgeschwindigkeit wurde mit 27 km/h angegeben.
Der Traktor war als Steyr 70 in der Hinterradversion und als Steyr 70 a in einer Allradversion erhältlich. Eine Kabine war auf Wunsch zu haben. Verkauft wurden vom Steyr 70 und vom Steyr 870 gesamt 3.360 Exemplare, von den Allradversionen 70 a und 870 a nur knapp 490 Stück.
Die Karosserie wurde vom französischen Industriedesigner Louis Lucien Lepoix entworfen.
Der Traktor wurde 1971 durch den Steyr 870 abgelöst, der sich außer der Typenbezeichnung durch einen weiterentwickelten Motor unterschied, der jedoch die gleiche Leistung hatte.